# Vilmoš Tkalec
Vilmoš Tkalec (madžarsko Tkálecz Vilmos, po letu 1929 Vilmos Tarcsay) slovenski šolmošter (učitelj), kantor in politik, * 8. januar 1894, Turnišče, † Budimpešta, 27. maj, 1950.
Vilmoš Tkalec se je rodil gostilničarju Števanu Tkalecu in njegovi ženi  Mariji Hohoffer (Hochhoffer), ki je bila nemškega rodu. Pred prvo svetovno vojno je poučeval na osnovni šoli v Črenšovcih, tam se je poročil z Ano Margitko Preisler, ki je bila tudi nemškega rodu, kot njegova mati. Med vojno je bil leta 1917 ujet na ruski fronti.
Po vojni je poveljeval madžarskim policijskim enotam. Po razglasitvi Madžarske sovjetske republike je 12. aprila 1919 postal vodja sveta Slovenske krajine. 29. maja je dosegel razglasitev Murske republike in postal njen predsednik. Po njenem propadu je odšel v Avstrijo.
Po vrnitvi so ga oblasti zaprle v Lendavi, od koder je po nekaj dnevih pobegnil na Madžarsko, kjer je za njim izginila vsaka sled. V vasi Nagykarácsony je dobil službo kot učitelj. Kasneje je pomadžaril svoje ime iz Tkalca na Tarcsay-ja. Umrl je v Budimpešti.
Leta 1939 je napisal prekmurski učbenik Vend-szlovenszka kniga cstenya. Knjiga je izšla brez imena avtorja.